# Listă de comitate din statul Dakota de Nord
Această pagină este o listă a celor 53 de comitate din statul Dakota de Nord.

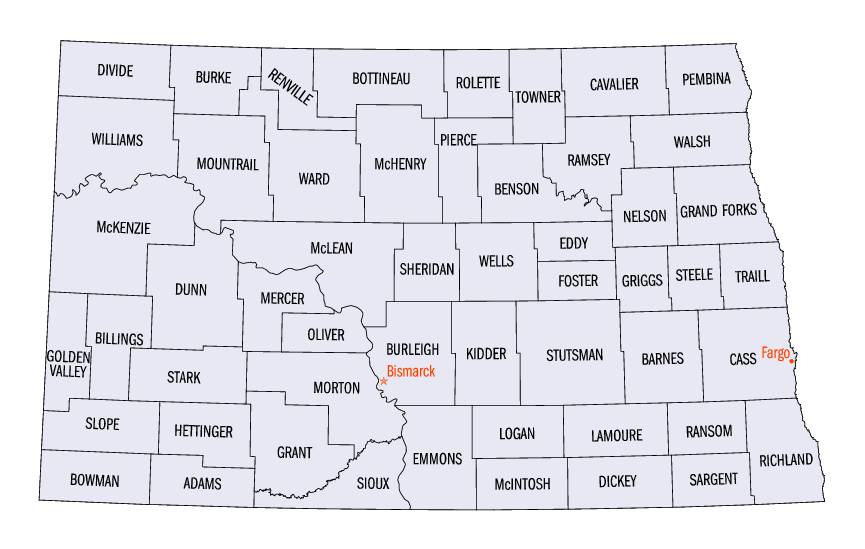
Comitate din statul Dakota de Nord, SUA

| Comitatul     | Populația 1 iulie 2007 | Sediul       | Populația 1 iulie 2007 |
| ------------- | ---------------------- | ------------ | ---------------------- |
| Adams         | 2279                   | Hettinger    | 1156                   |
| Barnes        | 10.783                 | Valley City  | 6300                   |
| Benson        | 6971                   | Minnewaukan  | 296                    |
| Billings      | 798                    | Medora       | 92                     |
| Bottineau     | 6409                   | Bottineau    | 2052                   |
| Bowman        | 2944                   | Bowman       | 1466                   |
| Burke         | 1862                   | Bowbells     | 330                    |
| Burleigh      | 77.316                 | Bismarck     | 59.503                 |
| Cass          | 137.582                | Fargo        | 92.660                 |
| Cavalier      | 3911                   | Langdon      | 1691                   |
| Dickey        | 5356                   | Ellendale    | 1493                   |
| Divide        | 2004                   | Crosby       | 953                    |
| Dunn          | 3308                   | Manning      | ---                    |
| Eddy          | 2430                   | New Rockford | 1274                   |
| Emmons        | 3470                   | Linton       | 1044                   |
| Foster        | 3490                   | Carrington   | 2098                   |
| Golden Valley | 1670                   | Beach        | 958                    |
| Grand Forks   | 66.983                 | Grand Forks  | 51.740                 |
| Grant         | 2467                   | Carson       | 263                    |
| Griggs        | 2397                   | Cooperstown  | 909                    |
| Hettinger     | 2427                   | Mott         | 692                    |
| Kidder        | 2349                   | Steele       | 660                    |
| LaMoure       | 4110                   | LaMoure      | 831                    |
| Logan         | 1956                   | Napoleon     | 713                    |
| McHenry       | 5224                   | Towner       | 490                    |
| McIntosh      | 2752                   | Ashley       | 722                    |
| McKenzie      | 5617                   | Watford City | 1373                   |
| McLean        | 8349                   | Washburn     | 1228                   |
| Mercer        | 7972                   | Stanton      | 310                    |
| Morton        | 25.926                 | Mandan       | 17.736                 |
| Mountrail     | 6481                   | Stanley      | 1215                   |
| Nelson        | 3217                   | Lakota       | 712                    |
| Oliver        | 1725                   | Center       | 564                    |
| Pembina       | 7531                   | Cavalier     | 1354                   |
| Pierce        | 4103                   | Rugby        | 2578                   |
| Ramsey        | 11.189                 | Devils Lake  | 6675                   |
| Ransom        | 5682                   | Lisbon       | 2194                   |
| Renville      | 2314                   | Mohall       | 723                    |
| Richland      | 16.498                 | Wahpeton     | 7703                   |
| Rolette       | 13.665                 | Rolla        | 1423                   |
| Sargent       | 4110                   | Forman       | 482                    |
| Sheridan      | 1320                   | McClusky     | 314                    |
| Sioux         | 4223                   | Fort Yates   | 287                    |
| Slope         | 659                    | Amidon       | 23                     |
| Stark         | 22.458                 | Dickinson    | 15.916                 |
| Steele        | 1840                   | Finley       | 413                    |
| Stutsman      | 20.480                 | Jamestown    | 14.680                 |
| Towner        | 2292                   | Cando        | 1060                   |
| Traill        | 8069                   | Hillsboro    | 1480                   |
| Walsh         | 11.011                 | Grafton      | 4045                   |
| Ward          | 55.927                 | Minot        | 35.281                 |
| Wells         | 4269                   | Fessenden    | 511                    |
| Williams      | 19.540                 | Williston    | 12.393                 |